# Operazione Linda Nchi
L'operazione Linda Nchi (dove linda nchi in lingua swahili si può tradurre in italiano con "proteggere il paese") è il nome in codice di un'operazione militare coordinata tra l'esercito nazionale somalo, le forze di difesa keniane, le forze di difesa nazionale etiopi con l'appoggio indiretto delle forze armate francesi e le forze armate statunitensi. Ha avuto inizio il 16 ottobre 2011, quando le truppe del Kenya hanno attraversato il confine con le zone di conflitto del sud della Somalia. I soldati erano alla ricerca del gruppo terroristico Al-Shabaab, accusato di aver rapito numerosi turisti stranieri e operatori umanitari in Kenya. Secondo il ministro degli Esteri etiope, l'operazione rappresenta una delle fasi finali della guerra civile somala.

## Lead up e pianificazione
Le incursioni dell'esercito del Kenya in Somalia meridionale sono iniziate dopo il rapimento di due donne spagnole che lavoravano per Medici Senza frontiere in un campo profughi a Dadaab; i rapimenti sarebbero stati effettuate da Al-Shabaab. Il governo del Kenya, rappresentato dal ministro degli Esteri Moses Wetangula, ha sostenuto che il dispiegamento dell'esercito era stato richiesto dal Governo federale di transizione e che la distribuzione delle truppe keniane aveva ricevuto l'approvazione della Somalia. L'operazione ha avuto un rating elevato di approvazione da parte della popolazione del Kenya.
L'esercito del Kenya ha dichiarato che non era stata confermata nessuna data per l'operazione, ma che il successo della missione avrebbe paralizzato le capacità militari di Al-Shabaab. Tuttavia, secondo The Guardian "diverse fonti concordano sul fatto [...] che il piano di intervento del Kenya è stato discusso e deciso nel 2010, poi perfezionato con il contributo di partner occidentali, compresi gli Stati Uniti e, in minor misura la Francia". Nairobi avrebbe usato i rapimenti "come scusa per lanciare un'operazione già pronta e in attesa di iniziare". Il 27 settembre il portavoce del governo keniota Alfred Matua ha detto che la pianificazione dell'operazione è "andata avanti per un bel po' di tempo", così come ha negato ogni partecipazione delle forze occidentali.
Il 16 ottobre l'agenzia di stampa britannica Reuters ha riferito che funzionari della Somalia e del Kenya si sono incontrati durante un fine settimana per un colloquio nella città di Dhobley, situato al confine tra i due stati. Secondo una fonte della sicurezza non identificata, "l'incontro è stato quello di preparare un'operazione congiunta tra le due forze per lanciare un'offensiva contro i ribelli di Al-Shabaab sparsi in diverse parti del sud della Somalia.

## Incursioni del 16 ottobre
Il 16 ottobre, un comandante militare somalo non meglio identificato ha detto che le truppe keniane avevano attraversato il confine e, in un'operazione congiunta con le forze somale, avevano spinto i militanti di Al-Shabaab in due basi distinte. Abdi Yusuf, un comandante militare anziano somalo, ha confermato che due aerei da guerra hanno attaccato le basi di Al-Shabaab. Egli ha osservato: "non posso identificare l'aereo militare, ma il nostro vicino Kenya sostiene militarmente noi e la nostra missione, guidare Al-Shabaab fuori dalla regione". L'ambasciatore somalo in Kenya, Mohamed Ali Nur, ha affermato: "Non possiamo tollerare che qualsiasi paese attraversi il nostro confine"; il portavoce del Governo Federale di Transizione della Somalia Abdirahman Omar Yarisow successivamente ha contraddetto Nur, rispondendo che "i governi di Somalia e Kenya collaborano nella lotta contro Al-Shabaab".

## Accordo di cooperazione

### Sottoscrizione
Il 18 ottobre il presidente della Somalia Sheikh Sharif Ahmed e altri funzionari del Governo federale di transizione hanno ospitato una delegazione keniana a Mogadiscio per discutere della collaborazione per la sicurezza contro Al-Shabaab. I ministri della Difesa dei rispettivi paesi, Hussein Arab Isse per la Somalia e Mohamed Yusuf Haji per il Kenya, hanno firmato un accordo di cooperazione. Entrambi i paesi si sono impegnati a "cooperare nello svolgimento delle operazioni militari e di sicurezza", tra cui "una coordinata azione preventiva". Tuttavia, l'accordo limitava le attività del Kenya nelle regioni meridionali della Somalia e, nonostante le notizie di stampa che affermavano altrimenti, il ministro keniano ha negato il coinvolgimento dei militari del Kenya nella cattura da parte della forze somale di alcuni basi di Al-Shabaab nel Basso Giuba, una delle regioni meridionali della Somalia.

### Opposizione all'accordo
Il 24 ottobre, il presidente Sharif Ahmed ha dichiarato ancora una volta che, anche accogliendo il sostegno logistico del Kenya, era contro la sua presenza militare. Tali dichiarazioni alla stampa sono apparse contraddittorie all'accordo di cooperazione firmato tra i ministri della Difesa il 18 ottobre. Ahmed ha sostenuto la sua amministrazione e le persone che si opponevano alla presenza di truppe keniane in quanto il governo federale somalo "non ha avuto alcun accordo con il Kenya al di là di aiuti con la logistica". Secondo i media, le osservazioni di Ahmed possono derivare da timore che il governo del Kenya ha sostenuto la creazione del territorio autonomo di Oltregiuba nel sud della Somalia. Ahmed aveva precedentemente protestato il dispiegamento di 2 500 soldati somali addestrati in Kenya nel sud della Somalia, sostenendo che le forze dovevano essere inviate a Mogadiscio per sostenere il Governo Federale di Transizione.
Il primo ministro della Somalia Abdiweli Mohamed Ali ha rilasciato una dichiarazione che indicava che l'operazione militare avrebbe aiutato a rassodare la sicurezza regionale. Tuttavia, ha poi riferito disconosciuto qualsiasi patto che le autorità somale avrebbero avuto con le autorità keniane, affermando che "non abbiamo un accordo con il Kenya. Sappiamo che abbiamo bisogno di difenderci contro i militanti, ma non ci sono prove per dire che abbiamo concordato qualcosa con il Kenya".
Il presidente e il primo ministro hanno rilasciato il 27 ottobre una comunicato ufficiale congiunto, negando qualsiasi accordo tra i due paesi al fine di consentire l'incursione del Kenya in Somalia. In allusione all'accordo di cooperazione del 18 ottobre, il ministro somalo Isse ha indicato che "il Governo somalo e i ministri del Kenya hanno concordato solo per affrontare la lotta contro Al-Shabaab congiuntamente".

## Comunicato congiunto
Il 31 ottobre, una delegazione somala guidata dal primo ministro Abdiweli Mohamed Ali ha incontrato una delegazione keniana guidata dal primo ministro keniano Raila Odinga a Nairobi per appianare le differenze e per delineare una strategia comune chiamata operazione Linda Nchi. Dopo lunghe trattative, le delegazioni hanno emesso un comunicato congiunto con cui si concedeva un supporto coordinato militare, politico e diplomatico per la Missione dell'Unione africana in Somalia (AMISOM) per catturare i militanti di Al-Shabaab, e che la Corte penale internazionale (ICC) iniziasse le indagini formali contro i comandanti del gruppo. Il comunicato ha dichiarato che "il governo della Somalia sostiene le attività delle forze del Kenya, che sono pienamente coordinate con il Governo federale di transizione della Somalia

## Consolidamento del supporto

### Lega Araba
Il 12 novembre, Lindsay Kiptiness, un alto funzionario del ministero degli Esteri del Kenya, ha annunciato che il governo keniano ha cercato di assicurare al Governo federale di transizione della Somalia un appoggio dal mondo arabo e islamico. L'ex ambasciatore degli Stati Uniti in Etiopia David H. Shinn ha commentato: "se i governi della Somalia e del Kenya hanno coordinato le loro posizioni, è possibile che la Lega Araba, che è stata di supporto al Governo federale di transizione in passato, potrebbe rilasciare una dichiarazioni positiva sul coinvolgimento del Kenya in Somalia". Shinn ha aggiunto che "la Lega Araba non è in grado di offrire qualsiasi supporto tangibile", ma che "una dichiarazione positiva potrebbe tuttavia favorire uno o più membri della Lega Araba per offrire un sostegno tangibile".

### Autorità intergovernativa per lo sviluppo
Il 17 novembre, il presidente della Somalia, Sharif Ahamed ha incontrato a Nairobi il presidente del Kenya Mwai Kibaki e il presidente ugandese Yoweri Museveni. Tutti e tre i leader hanno concordato un approccio comune nella lotta contro la milizia di Al-Shabaab in modo da garantire la sicurezza regionale.
Il 18 novembre, la trasmissione Voice of America ha riferito che un'alleanza di paesi in Africa orientale stava progettando una più ampia campagna militare congiunta contro Al-Shabaab. In un incontro previsto per il 25 novembre, l'Autorità intergovernativa per lo sviluppo (IGAD) avrebbe esortato tutti i paesi membri, tra cui l'Etiopia, a contribuire nella riuscita dell'operazione. Funzionari etiopici hanno indicato che nessuna decisione era ufficialmente stata raggiunta per quanto riguarda il congiungimento dei paesi contributori di truppe. Tuttavia, il protavoce del ministero degli Esteri Dina Mufti ha dichiarato che "si può semplicemente intuire che l'Etiopia stia per essere parte integrante di questo processo [...] La decisione non è presa come per l'invio dell'esercito, ma per mezzo delle risoluzione del Consiglio della IGAD, dell'Unione africana e degli altri stati che saranno convocati, da cui ci si aspetta che contribuiscano in qualche modo per rafforzare le operazioni in Somalia.

### Etiopia
Il 19 novembre, i residenti locali hanno riferito che 28 camion militari etiopi e APC carichi di truppe si stessero stabilendo in una base in Guri'el, in Somalia. Il portavoce del governo etiope Shimeles Kemal non ha voluto né confermare né smentire il rapporto. Tuttavia, il portavoce del ministero degli Esteri etiope Dina Mufti ha respinto le relazioni del dispiegamento dei militari etiopi come "assolutamente non vero, non ci sono assolutamente truppe in Somalia [...] Le persone stanno semplicemente speculando". Mufti ha aggiunto che "non vi è l'intenzione da parte di membri dell'IGAD di sostenere le forze di mantenimento della pace, perché, come sapete, i paesi regionali stanno lavorando per aumentare il numero di AMISOM". Il portavoce del governo somalo Abdirahman Omar Osman ha anch'egli negato che le truppe etiopi fossero entrate nel paese, precisando che l'esercito etiope avrebbe avuto bisogno di un mandato o di un accordo bilaterale in quanto il Governo Federale di Transizione "non vuole qualcuno che possa propagandare Al-Shabaab [..] Noi non vogliamo alcun contraccolpo".
Il 21 novembre, il presidente keniano Mwai Kibaki ha incontrato ad Abu Dhabi  il Presidente degli Emirati Arabi Uniti Khalifa bin Zayed Al Nahayan, come parte di una visita di Stato. Entrambi i leader hanno affermato il loro impegno a stabilizzare la situazione della sicurezza nel sud della Somalia e di supporto post-conflitto di ricostruzione e riabilitazione degli sforzi nel territorio.
A seguito di una conferenza dell'Autorità intergovernativa per lo sviluppo tenutasi ad Addis Abeba il 25 novembre, il Segretario Esecutivo Mahboub Maalin ha annunciato che il governo etiope aveva accettato di sostenere il Governo Federale di Transizione della Somalia, le autorità del Kenya e la campagna dell'Unione africana per reprimere la rivolta di Al-Shabaab. Maalim non approfondì quale sarebbe stato esattamente il ruolo dell'Etiopia, affermando che "lasciamo che siano le forze di sicurezza a decidere". Il 25 novembre, un funzionario del governo etiope ha riconosciuto per la prima volta che le truppe etiopi erano entrate nel territorio somalo per doveri di ricognizione. Dopo la riunione dell'IGAD tenutasi lo stesso giorno nella capitale dell'Etiopia, il funzionario del governo, che ha chiesto l'anonimato, ha indicato che il governo etiope avrebbe schierato truppe in Somalia per sostenere le forze della Somalia e del Kenya. Ha aggiunto che le attività dei militari etiopi erano stati per il momento limitati a lavori di collegamento e di ricognizione, ma che "siamo di fronte a un breve periodo di tempo, non vogliamo che la nostra partecipazione sia utilizzata come propaganda dagli estremisti".

### Fine dell'operazione
Nel marzo 2012, il colonnello Cyrus Oguna, responsabile del settore Operazioni di informazione del KDF ha comunicato che l'operazione Linda Nchi stava per finire, mentre le truppe keniane furono fissate sotto il comando generale dell'Unione africana. Il 31 maggio, la BBC ha riferito che i soldati del Kenya, facenti parte del contingente meridionale, hanno assistito alla cattura di alcuni militanti di Al-Shabaab ad Afmadù, una città meridionale considerata importante nella campagna militare per la sua rete di strade che concedono l'accesso a diverse parti del paese. Le forze keniote sono state ufficialmente integrate in AMISOM ai primi di giugno, a seguito di un accordo firmato dal ministro della Difesa Haji.